# Хребтовая
Хребто́вая — посёлок в Нижнеилимском районе Иркутской области. Административный центр Хребтовского муниципального образования.

## География
Посёлок находится на Илимском хребте, на расстоянии 19 км к северо-востоку от города Железногорск-Илимский, административного центра района.

## История
Статус рабочего посёлка присвоен в 1967 году. С 1 января 2024 года — сельский населённый пункт.

## Население
| 1970  | 1979  | 1989  | 2002  | 2009  | 2010  | 2011  |
| ----- | ----- | ----- | ----- | ----- | ----- | ----- |
| 2733  | ↗3338 | ↘3029 | ↘2071 | ↘2029 | ↘1502 | ↘1492 |
| 2012  | 2013  | 2014  | 2015  | 2016  | 2017  | 2021  |
| ↘1489 | ↘1458 | ↘1429 | ↘1377 | ↘1310 | ↘1268 | ↘1037 |

## Улицы
| - ул. 8 Марта, - ул. Вокзальная, - ул. Гагарина, - ул. Горького, - ул. Заречная, - ул. Илимская, - ул. Калинина, - ул. Кирова, | - ул. Комсомольская, - ул. Космонавтов, - ул. Ленина, - ул. Леонова, - ул. Лесная, - ул. Лесорубов, - ул. Мира, - ул. Октябрьская, | - ул. Оренбургская, - ул. Островского, - ул. Пионерская, - ул. Победы, - ул. Рабочая, - ул. Радищева, - ул. Северная, - пер. Советский, | - ул. Строителей, - ул. Таёжная, - ул. Трактовая, - ул. Фрунзе, - ул. Чкалова, - ул. Школьная, - ул. Юбилейная, - ул. Южная. |

## Транспорт
В посёлке расположена узловая станция Хребтовая Тайшетского региона Восточно-Сибирской железной дороги (основана в 1958 году) — от магистральной линии Тайшет — Лена — Северобайкальск (573-й км) отходит ветка на север Хребтовая — Усть-Илимск (215 км).

## Известные уроженцы
- Кицул, Игорь Сергеевич (род. 1972) — российский учёный в области организации здравоохранения и теоретических основ общественного здоровья. Доктор медицинских наук.